# Геленджик

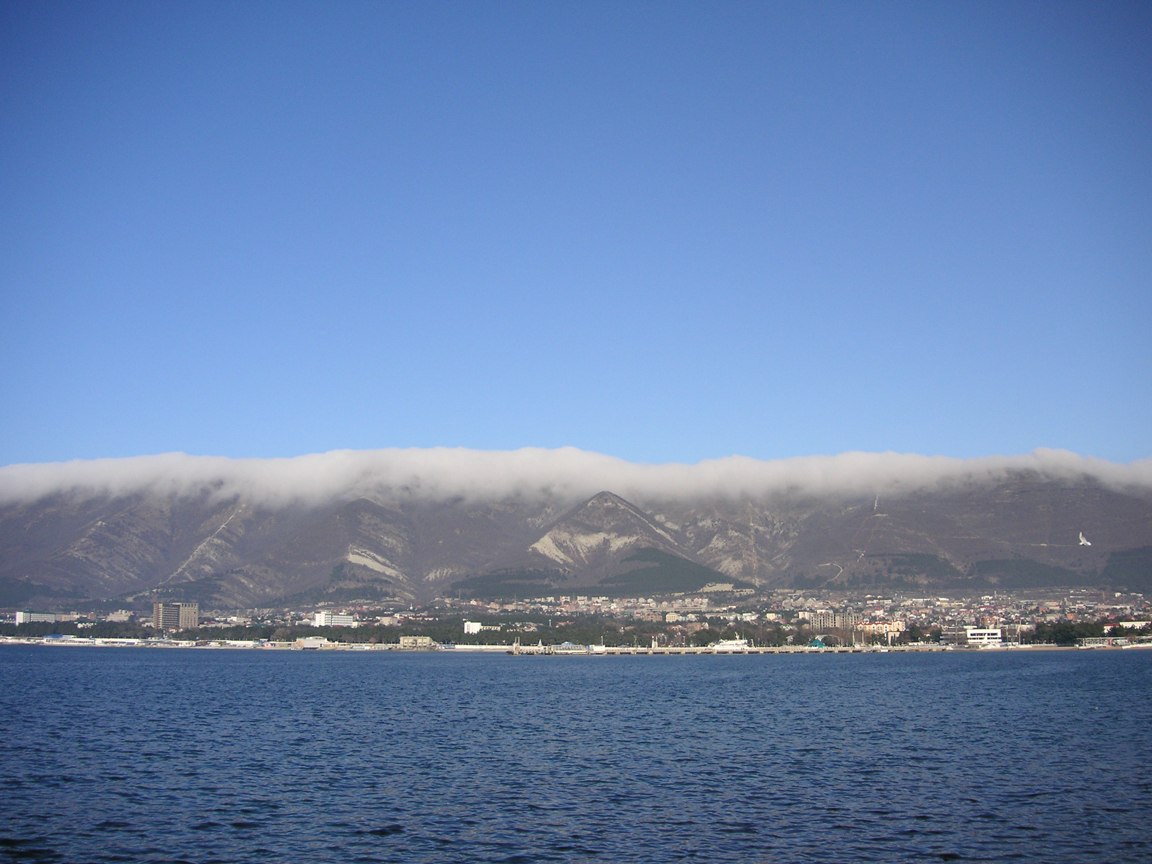
Місто Геленджик біля підніжжя хребта Маркотх

Геленджик або Зеленчук — місто в Краснодарському краї Росії на березі Чорного моря. Приморський кліматичний курорт.

## Місцевість
Розташований за 35 км від Новоросійська, за 180 км від столиці Кубані Краснодара при Чорному морі і межує на північному сході з Кавказьким хребтом (висоти 400—800 метрів). Гребені хребтів широкі, вершини округлі, схили гір покриті рослинністю, скельні уступи лише на окремих вершинах і місцями по річкових долинах. Схили гір 10-15 градусів, сильно розсічені глибокими вимоїнами. Річкові долини вузькі, глибоко врізані. Гори поза дорогами для транспорту непрохідні. Ґрунти щебнево— суглинні й щебнево — супіщані. Глибина до 6 метрів. Ґрунтові води по долинах річок на глибині 5-10 метрів, в інших місцях глибше.
Гори покриті листяними лісами (дуб, бук, граб, ясен, вільха, осика). Товщина дерев 10-30 см. Підлісок густий з бруслини, кизилу, глоду. В Геленджику ростуть південні субтропічні рослини: деякі види пальм, бамбук, лавр, хурма, гранат, ківі й інші.
Річки: Адерба, Мезиб, Яшамба. Ширина 5-20 метрів (в гирлах 50-60 метрів). Глибина 0,2-0,7 метри (до 2 метрів), швидкість течії 0,2-0,5 м/с. Долини річок вузькі із крутими схилами. У низів'ї річок заплави 200—300 метрів. Паводки короткочасні (2-4 дні), вода в цей час піднімається в річках на 3-5 метрів, узимку непрохідні.
Беріг моря високий і крутий (100—150 метрів, 40-50 градусів). Скелясті обриви висотою 10-40 метрів. Пляжі шириною 15-20 метрів, як і дно, гравійно-галькові й кам'янисті. Прибережжя глибоководне, глибина від 5 метрів на видаленні 100—400 метрів. Бухта Геленджика має глибини 6-11 метрів. Коливання води (до 0,4-0,6 метрів). Штормів 20-45 днів на рік. Найбільша повторюваність (3-8 на місяць) узимку. Улітку хвилювання 2-3 бали.

## Клімат
- Зима тепла й волога, холодніша в горах, удень +4; +9 градусів, у горах -1 … -5. уночі 0 … +5, у горах -5 … -10 відповідно. Зрідка -20 … -30. Опади: на узбережжі переважно у вигляді дощу, у горах — снігу до 0,5-1 метра. Глибина промерзання ґрунту в горах 20-40 см. Переважає хмарна погода (18-20 днів на місяць). Весна (березень-квітень) нестійка. Заморозки по узбережжю до середини березня, у горах до середини квітня. Удень температура на узбережжі 8-13 вище нуля, уночі плюс 4-8. У горах -4 … +5 відповідно. Опади у вигляді дощу (16-18 днів на місяць). Сніг у горах сходить у середині квітня.
- Літо (травень-вересень) помірно-тепле. удень від +18 до +24, уночі від +12 до +17. максимальна температура рідко перевищує 35 градусів вище нуля. Опади не тривалі, але можуть бути значними (зливи). У другій половині суха безхмарна погода.
- Осінь (жовтень-грудень) суха безхмарна (перша половина) і дощова похмура (друга половина). Удень 10-14 вище нуля, плюс 5-10 градусів уночі. У горах удень 6-10 вище нуля, уночі від -1 до +5. У другій половині осені тривалі рясні дощі. Восени-узимку не рідко дмуть ураганні вітри (бору), так звані «Норд-Ости», коли холодні повітряні маси перевалюють через гірський хребет, набирають руйнівну швидкість до 40 а іноді більше метрів у секунду.

| Показник             | Січ  | Лют  | Бер  | Квіт | Трав | Черв | Лип  | Серп | Вер  | Жовт | Лист | Груд |
| Середній максимум °С | 7.7  | 7.8  | 10.9 | 15.1 | 20.1 | 24.0 | 27.4 | 28.0 | 24.0 | 19.5 | 14.6 | 10.7 |
| Середній мінімум °С  | -0.5 | -0.1 | 2.6  | 6.5  | 11.2 | 15.4 | 18.5 | 18.9 | 14.8 | 10.3 | 5.6  | 2.3  |
| Норма опадів         | 80   | 66   | 56   | 46   | 44   | 50   | 53   | 53   | 49   | 51   | 71   | 97   |
| Температура води, °C | 7.9  | 7.3  | 8.1  | 11.3 | 16,2 | 20,8 | 23,8 | 24,3 | 21,6 | 17,3 | 13,6 | 10,1 |
| -------------------- | ---- | ---- | ---- | ---- | ---- | ---- | ---- | ---- | ---- | ---- | ---- | ---- |

## Транспорт
Морський порт, аеропорт, автомобільна траса Новоросійськ-Батумі з виходом на федеральну трасу (М4) проходить як через місто, так і в обхід (об'їзна дорога), що веде у Краснодар, через Новоросійськ і через Джубгу.
Основні проходи через Головний Кавказький хребет:
- Холмський — Папайський перевал — Пшада;
- Смоленська — Шабановський перевал — Джубга;
- Краснодар — Хребтовий перевал — Джубга.

## Архітектура
Міська забудова дуже щільна. Є одноповерхові будинки, так і багатоповерхівки. Ціни на землю й нерухомість сягають столичних.
На території курорту є 365 пам'яток природи, історії й культури, історико-краєзнавчий музей і виставковий зал. Навколо міста водоспади, дольмени — кам'яні склепи, Джанхотська ущелина, де є найбільший у світі (950 га) бір реліктової піцундської сосни й садиба-музей письменника Володимира Короленка, у долині річки Жане — природно-археологічний комплекс, скеля «Вітрило» — унікальний пам'ятник природи. Набережні, які побудовані як у самому місті Геленджик, так і в курортних селах і селищах: Кабардинці, Архіпо-Йосипівці, Дивноморскому, Бетті.

## Курорт
Геленджицька бухта — головна цінність курорту. Субтропічний клімат дозволяє мати курортний сезон із травня до середини жовтня. Температура морської води в цей час коливається від +18 до +24°С. Прибережна зона курорту тягнеться уздовж моря від мису Пенай у Цемеській бухті до бухти Інал. Вздовж узбережжя розташовані курортні села й селища: Кабардінка, Архіпо-Йосипівка, Дивноморське, Джанхот, Прасковіївка, Криниця, Бетта. Геленджик мальовничо розкинувся біля підніжжя Маркотхського хребта. Тут лікують захворювання серцево-судинної й нервової систем, верхніх дихальних шляхів, опорно-рухового апарата. Проводиться також лікування всіх супутніх захворювань: урологічних, гінекологічних, шкірних, шлунково-кишкових, ендокринних, алергійних і інших. Курорт має спеціалізовані санаторії для хворих з порушенням органів слуху, органів зору, хворих зі згасаючими формами туберкульозу. На курорті є дитячий ортопедичний санаторій. У Геленджику працює дельфінарій.

## Господарство
Промисловості майже немає. Місцеве населення переважно зайняте в сфері обслуговування туристів і торгівлі.
На АПК «Геленджик» виробництво вина.

## Видатні люди
- Буйдін Геннадій Георгійович (нар. 1960) — український прозаїк.
- Тевяшев Андрій Дмитрович (нар. 1945) — український науковець, фахівець з прикладної математики, доктор технічних наук, професор, завідувач кафедри прикладної математики Харківського національного університету радіоелектроніки.
- Анофрієв Олег Андрійович (1930—2018) — радянський та російський актор театру і кіно, співак, режисер, автор пісень.

## Міста-побратими
- Айя Напа, Кіпр (25 вересня 2017)[2]
- Ангулем, Франція
- Гільдесгайм, Німеччина (1992)
- Нетанья, Ізраїль (31 січня 2013)[3]

## Галерея

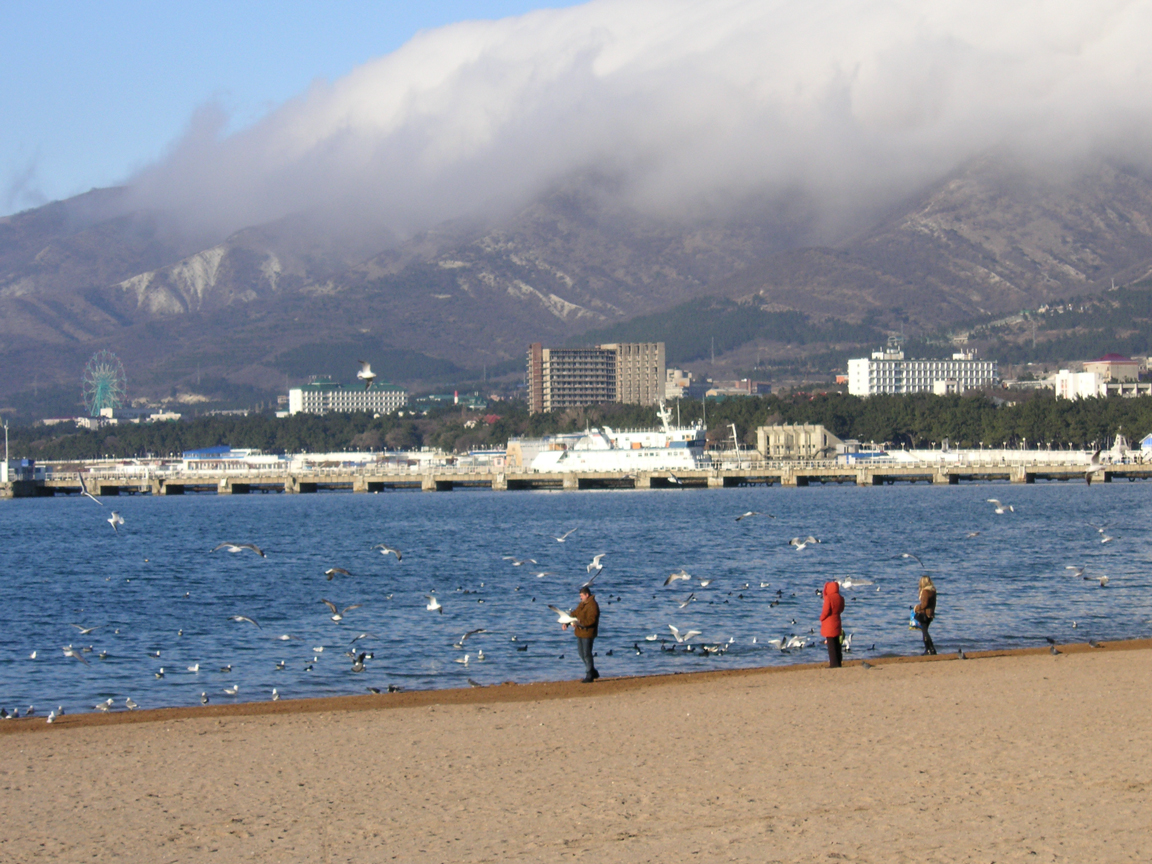
Містяни годують хлібом водоплавних птахів, що зимують у Геленджицькій бухті.
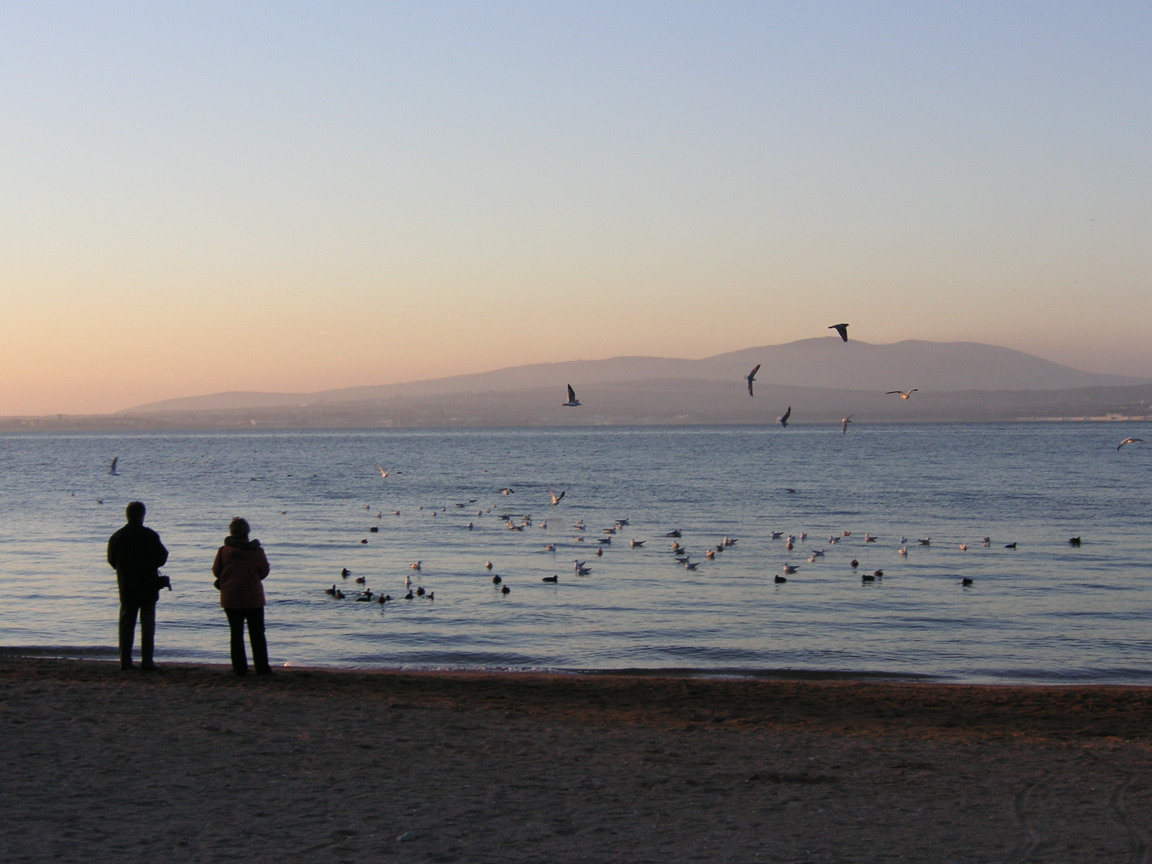
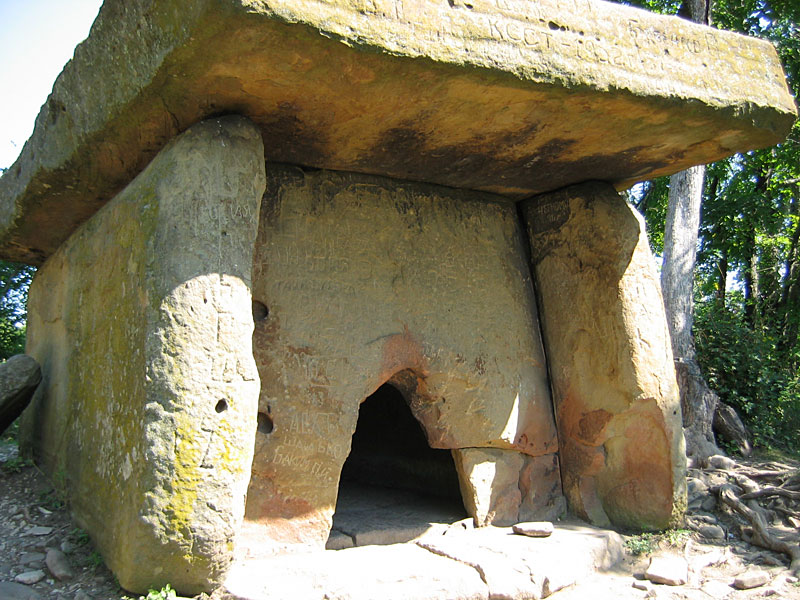
Дольмен у лісі біля річки Догуаб, недалеко від Пшади.
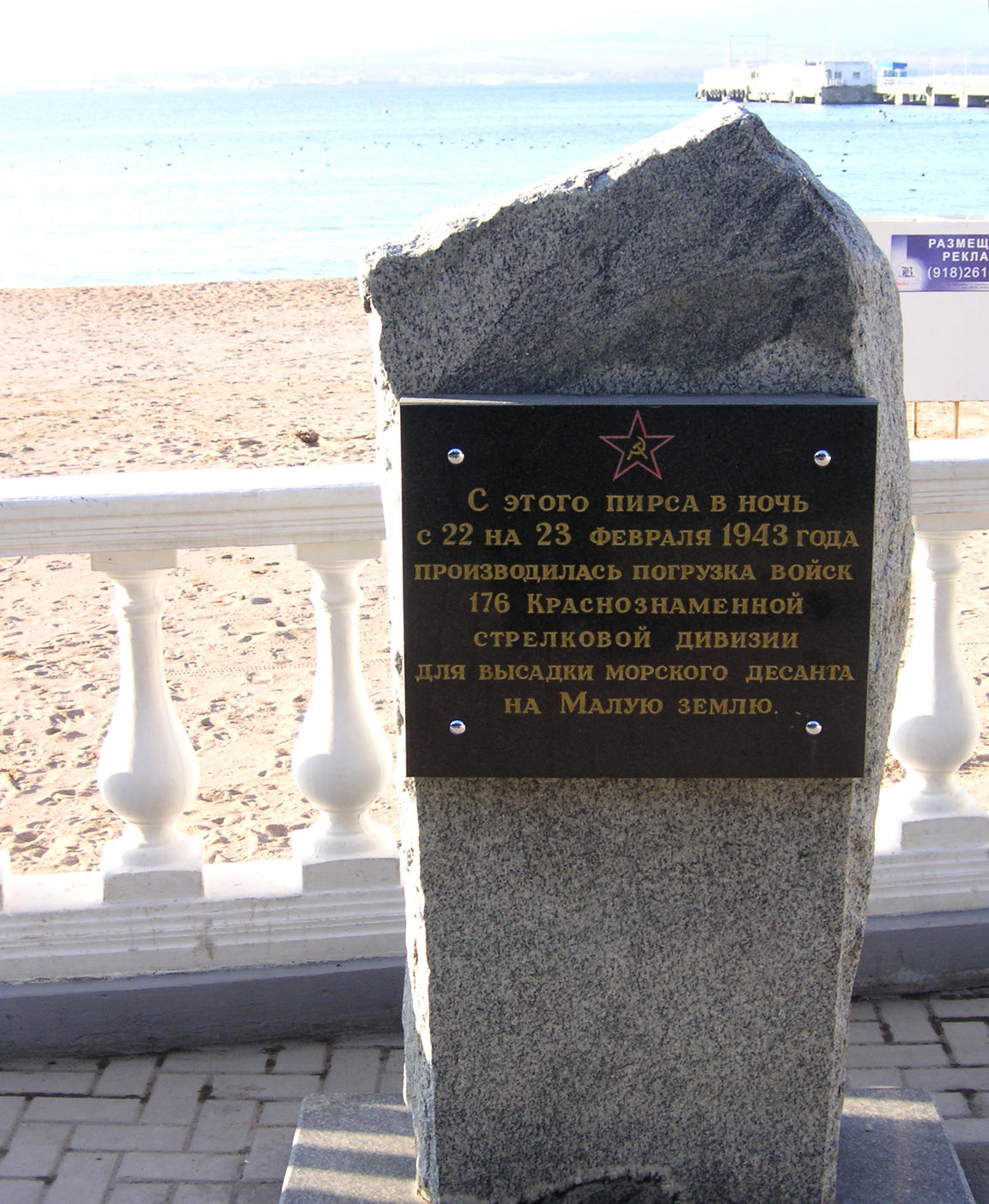
Пам'ятний знак на місці завантаження військ для висадження десанту на Малу землю
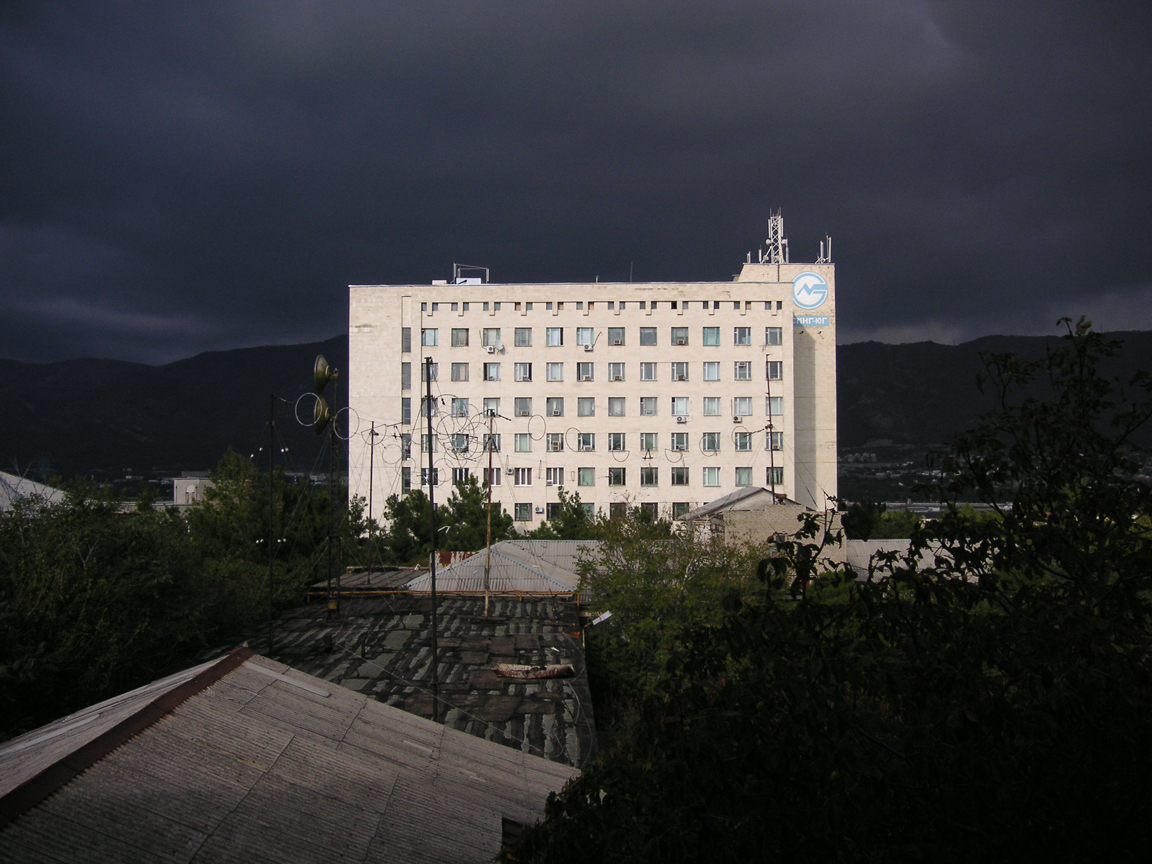
Севморнефтегаз-південь. Вид на будинок під час грози.